# آلفا رومئو ۱۷۵۰

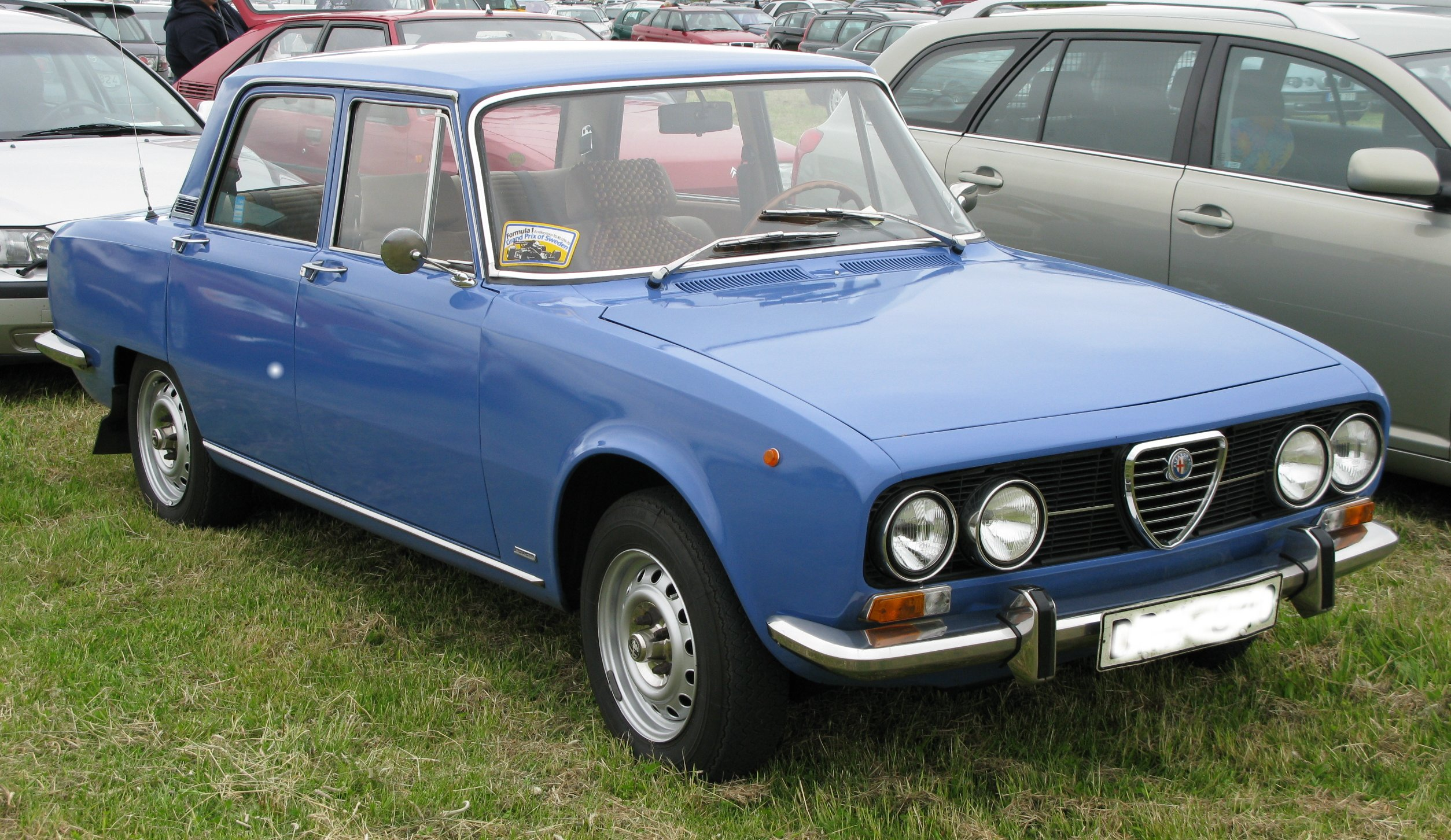

آلفارومئو ۱۷۵۰ (Alfa Romeo ۱۷۵۰) خودرویی است که در سال‌های ۱۹۶۷–۱۹۷۲در میلان و ایتالیا و آفریقای جنوبی تولید شده‌است.
طراحی آن خودروهای موتور جلو-محور عقب بوده است. سیستم جعبه‌دندهٔ آن ۳ دنده به دو صورت خودکار و دستی است.